# ウーラ級潜水艦
ウーラ級潜水艦（ウーラきゅうせんすいかん、Ula-klassen undervannsbåter）はノルウェー海軍の通常動力型潜水艦。80年代後半から90年代初期にドイツとの共同開発で全6隻が建造された。ドイツ側のタイプ呼称は210型潜水艦。

## 概要
1972年にノルウェー海軍は老朽化の目立ち始めたコッベン級の更新、近代化を図ることを決定した。
建造はドイツとの共同開発であり、耐圧船殻と搭載機器の一部はノルウェーのコングスベルグ社が、アクティブソナーはドイツのアトラス・エレクトロニーク社、パッシブソナーはフランスのトムソンCSF社、最終組み立てはドイツのティッセン・ノルトゼーヴェルケ社が担当している。
最終艦の就役が92年であり、老朽化しているが、2000年から2005年までの改修に加えて、2006年から2008年からは新型ソナー、リンク 11、潜望鏡の改修などの近代化改装が予定されており、2020年ごろまで就役する予定である。後継艦としては2017年2月3日に212型NGが選定されており、4隻を調達予定である。

## 運用
近年、NATOのアクティブ・エンデバー作戦の支援のため、数隻が地中海に派遣されている。情報収集能力を期待されて任務についており、運用可用性が作戦に参加する艦艇の中で最も高いと評価されている。作戦海域が暖かいため、乗組員の快適さのために艦内の空調機能の強化が必要となり、新しい冷却システムが追加された。

## 同型艦
全艦西ドイツのノルトゼーヴェルケ社で建造された。
| #     | 艦名                         | 起工           | 進水            | 就役            | 退役   | 備考                                                      |
| ----- | ---------------------------- | -------------- | --------------- | --------------- | ------ | --------------------------------------------------------- |
| S 300 | ウーラ HNoMS Ula             | 1987年 1月29日 | 1988年 7月28日  | 1989年 4月27日  | 就役中 | 1989年、試験中に訓練用魚雷で損傷                          |
| S 301 | ウートシラ HNoMS Utsira      | 1990年 6月15日 | 1991年 11月21日 | 1992年 4月30日  | 就役中 |                                                           |
| S 302 | ウートステイン HNoMS Utstein | 1989年 12月6日 | 1991年 4月25日  | 1991年 11月14日 | 就役中 |                                                           |
| S 303 | ウートヴァール HNoMS Utvær   | 1989年 12月6日 | 1991年 4月25日  | 1991年 11月14日 | 就役中 |                                                           |
| S 304 | ウートハウグ HNoMS Uthaug    | 1989年 6月15日 | 1990年 10月18日 | 1991年 5月7日   | 就役中 |                                                           |
| S 305 | ウーレット HNoMS Uredd       | 1988年 6月23日 | 1989年 9月22日  | 1990年 5月3日   | 就役中 | 1991年3月、事故により入渠修理 1992年2月、指令室で火災事故 |